# NGC 7365
NGC 7365 ist eine elliptische Galaxie vom Hubble-Typ E/S0 im Sternbild Aquarius auf der Ekliptik. Sie ist schätzungsweise 139 Millionen Lichtjahre von der Milchstraße entfernt und hat einen Durchmesser von etwa 60.000 Lichtjahren.
Das Objekt wurde im Jahr 1886 von Francis Preserved Leavenworth entdeckt.